# Cheilanthes feei
Espèce
Cheilanthes feei est une espèce de fougères de la famille des Pteridaceae et du genre Cheilanthes.

## Description
Cheilanthes feei possède des feuilles vertes de 18 à 20 centimètres de long pour 3 centimètres de large. La face inférieure des feuilles est recouverte de poils. La face inférieure de la feuille est également garnie de sores contenant les sporocystes. La fougère se reproduit par apomixie.

## Habitat
Elle est présente sur une grande partie ouest de l'Amérique du Nord entre les provinces canadiennes de l'Alberta et de la Colombie-Britannique jusqu'au nord du Mexique en passant par l'ouest et le centre des États-Unis. On la trouve par exemple à l'intérieur du parc national de Zion. Elle apprécie les milieux rocailleux et en particulier sur les roches calcaires où elle pousse dans les crevasses.